# La Leonesa
La Leonesa est une ville de la province du Chaco, en Argentine, et le chef-lieu du département de Bermejo. Elle forme avec sa voisine de Las Palmas, une agglomération de plus de 15 000 habitants.